# Rudolf Stammler
Pour les articles homonymes, voir Stammler.
Rudolf Stammler, né le 19 février 1856 à Alsfeld (grand-duché de Hesse) et mort le 25 avril 1938 à Wernigerode (province de Saxe), est un juriste allemand, influent philosophe du droit.

## Biographie
Rudolf Stammler  étudie le droit à Leipzig et Giessen. Sa thèse de doctorat remporte un prix et, en 1876, il obtient son diplôme de docteur en droit. Il acquiert une expérience pratique dans divers tribunaux de Hesse, le dernier étant celui de Leipzig en 1880.
Stammler entre ensuite dans le milieu universitaire et enseigne aux universités de Marbourg (1882), Giessen (1884-1985), Halle (1885-1916) et Berlin (1916-1923), où il succède à Josef Kohler.